# آلبوم بدون عنوان کورن
آلبوم بدون عنوان (انگلیسی: Untitled album) هشتمین آلبوم استودیویی گروه نیو متال آمریکایی کورن است که اغلب به‌طور غیررسمی از آن به عنوان کورن ۲ (Korn II) یاد می‌شود. این آلبوم در ۳۱ ژوئیه ۲۰۰۷ توسط ویرجین رکوردز منتشر شد. این تنها انتشار استودیویی گروه، بدون درامر رسمی است که بین خروج دیوید سیلوریا در سال ۲۰۰۶ و ورود ری لوزیر در اواخر سال ۲۰۰۷ منتشر شد. خواننده گروه، جاناتان دیویس، به‌طور موقت تری بوزیو (Terry Bozzio) و بروکس واکرمن را به عنوان نوازندگان درام استخدام کرد. این آلبوم، عمداً بدون عنوان منتشر شد، همان‌طور که دیویس استدلال کرد، "چرا اجازه نمی‌دهیم طرفداران ما آن را هر طور که می‌خواهند بنامند؟" آلبوم بدون عنوان، در ۳۰ اکتبر ۲۰۰۷ در ایالات متحده گواهی طلا گرفت.

## فهرست آهنگ‌ها
| شماره      | نام                      | نویسنده(ها)                                     | مدت   |
| ---------- | ------------------------ | ----------------------------------------------- | ----- |
| ۱.         | «Intro»                  | کورن                                            | ۱:۵۷  |
| ۲.         | «Starting Over»          | کورن، آتیکوس راس، زک بیرد                       | ۴:۰۲  |
| ۳.         | «Bitch We Got a Problem» | کورن، ماتریکس، آتیکوس راس، زک بیرد              | ۳:۲۲  |
| ۴.         | «Evolution»              | کورن، ماتریکس، زک بیرد                          | ۳:۳۷  |
| ۵.         | «Hold On»                | کورن، ماتریکس، زک بیرد                          | ۳:۰۶  |
| ۶.         | «Kiss»                   | کورن، آتیکوس راس؛ لئوپارد راس، زک بیرد          | ۴:۱۰  |
| ۷.         | «Do What They Say»       | کورن، ماتریکس، آتیکوس راس، لئوپارد راس، زک بیرد | ۴:۱۷  |
| ۸.         | «Ever Be»                | کورن، ماتریکس، تری بوزیو، زک بیرد               | ۴:۴۸  |
| ۹.         | «Love and Luxury»        | کورن، ماتریکس، زک بیرد                          | ۳:۰۰  |
| ۱۰.        | «Innocent Bystander»     | کورن، ماتریکس، زک بیرد                          | ۳:۲۸  |
| ۱۱.        | «Killing»                | کورن، ماتریکس، تری بوزیو، زک بیرد               | ۳:۳۶  |
| ۱۲.        | «Hushabye»               | کورن، ماتریکس، زک بیرد                          | ۳:۵۲  |
| ۱۳.        | «I Will Protect You»     | کورن، ماتریکس، تری بوزیو، زک بیرد               | ۵:۲۹  |
| مجموع مدت: | مجموع مدت:               | مجموع مدت:                                      | ۴۸:۴۷ |

## اعضا
کورن
- جاناتان دیویس – خواننده، نی‌انبان، درامز در قطعه‌های "Bitch We Got a Problem" و "Love and Luxury"، درامز اضافه در قطعه‌های "Kiss" و "Hushabye"
- جیمز «مانکی» شفر - گیتار، گیتار لپ استیل
- رجینالد «فیلدی» آرویزو - بیس